# Corrie ten Boom
Cornelia Arnolda Johanna (Corrie) ten Boom (15. dubna 1892  – 15. dubna 1983) byla holandská hodinářka, později spisovatelka, která přežila holokaust. Za druhé světové války pomáhala Židům pronásledovaným nacistickým Německem. V roce 1967 jí byl udělen titul Spravedlivý mezi národy. Po válce psala knihy o tom, co prožila a knihy s křesťanskou tematikou. Její nejznámější kniha Útočiště vypráví příběh její rodiny, ukrývání židů a později i jejich zatčení. Mluví a nalezení radosti a pokoje i v nelehkých podmínkách. Po válce cestovala po světě a přednášela. Zemřela ve Spojených státech amerických.

## Život
Corrie ten Boom se narodila 15. dubna 1892 na předměstí Haarlemu v severním Holandsku jako nejmladší ze čtyř dětí v rodině hodináře. Rodina patřila mezi praktikující kalvinisty. Po smrti matky se nejmladší Corrie vyučila hodinářkou. V roce 1922 získala jako první žena v Holandsku hodinářskou licenci. V průběhu dalšího desetiletí se věnovala nejen práci v hodinářském obchodě. Založila a vedla klub pro dospívající dívky, které zde měly možnost vedle náboženského vzdělávání, navštěvovat kurzy šití, ručních prací nebo divadelního umění.

### Válka
Po bitvě o Nizozemsko začala „nacifikace“ holandského lidu a poklidný život rodiny  Boomů se změnil. Byla zakázána činnost „klubu ten Boomových“. Během války se celá rodina aktivně zapojila do nizozemského odboje. Jejich dům se stal útočištěm studentů, intelektuálů a především Židů.  Do ložnice v patře byla za falešnou zeď vestavěna tajná místnost, kde bylo možno ukrýt až šest lidí. Corrie ten Boom se stala organizátorkou sítě „bezpečných“ domů v zemi. Díky aktivitám rodiny se podařilo zachránit kolem osmi set životů Židů.
Dne 8. února 1944 udal rodinu nacistům holandský informátor. Gestapo provedlo v domě razii a zatklo třicet pět osob, včetně celé rodiny Boomů. Ukrytých šest Židů zachránil nizozemský podzemní odboj.
Rodina Boomova byla uvězněna. Otec již čtyři a osmdesátiletý záhy zemřel ve věznici Scheveningen poblíž Haagu. Corrie se sestrou Betsie byly převezeny do koncentračního tábora Ravensbrück. Zde Betsie zemřela 16. prosince 1944. O dvanáct dní později byla Corrie propuštěna díky administrativní chybě.

### Poválečné období
Po válce se vrátila do Holandska a  zřídila rehabilitační centrum pro navrátivší se z koncentračních táborů. Od roku 1946 cestovala po celém světě. Pořádala přednášky jako motivační řečník a sociální kritička o křesťanství, lásce a odpuštění. Protestovala proti válce ve Vietnamu s odkazem na své zážitky z Ravensbrücku. V prosinci 1967 byla oceněna titulem Spravedlivý mezi národy. Za svou činnost za druhé světové války byla povýšena holandskou královnou do šlechtického stavu. Muzeum v holandském Haarlemu sídlí v domě, kde se narodila a strávila část svého života a je pojmenováno po ní. Corrie se nikdy nevdala a neměla žádné děti. Zemřela na své narozeniny v jednadevadesáti letech.

## Dílo
- Útočiště
- Tulákem pro Krista
- Ježíš je vítěz
- Odlesky Boží slávy